# Междочасие
Междоча́сие или поча́сие (греч. μεσώριον), в христианском богослужении — одна из самых кратких служб, совершаемая вслед за вседневным часом. Как правило, присоединяется чтецом по окончании чтения часа, в связи с чем название «почасие» более точно: это продолжение службы часов. Всего есть четыре междочасия:
- за 1-м часом — междочасие 1-го часа;
- за 3-м часом — междочасие 3-го часа;
- за 6-м часом — междочасие 6-го часа;
- за 9-м часом — междочасие 9-го часа.

## Устав совершения
Согласно ежегодным Богослужебным указаниям, междочасия должны совершаться, прежде всего, в аллилуйных службах будничных дней Петрова, Успенского и Рождественского постов. Кроме того, междочасия положены во все простые седмичные дни, независимо от того, поётся ли «Аллилуия» или «Бог Господь» на утрене. Междочасия отменяются во все праздники, дни предпразднств и попразднств, седмиц: Мясопустной, Сырной, Пасхальной и Троицкой. Во время Великого поста междочасия отменяются во все дни, когда на часах читаются кафизмы или поучения из Лествицы.
На практике, междочасие иногда совершается только в некоторых монастырях.

## Чинопоследование
Молитвословия междочасий находятся в Следованной Псалтири, в большом Часослове. Чинопоследования междочасий и часов очень похожи. Первые состоят из 3-х псалмов, тропарей, молитвы святителя Василия Великого и отпуста. Часы отличаются тем, что содержат также молитву часа и дополнительные краткие молитвословия (аллилуйя после псалмов, стихи часа).
Междочасие первого часа всегда читается келейно и предваряется обычным началом. Почасия 3, 6 и 9-го часов читаются (поются) в храме. Известный русский литургист протоиерей Константин Никольский указывает следующую особенность междочасия 9-го часа: «Когда часы бывают без почасий, тогда 9-й час бывает после литургии. Когда же часы бывают с почасиями, тогда 9-й час глаголем прежде литургии, а почасие часа после литургии (там же)».
| Псалом               | 1-й | 2-й | 3-й |
| -------------------- | --- | --- | --- |
| Междочасие 1-го часа | 45  | 91  | 92  |
| Междочасие 3-го часа | 29  | 31  | 60  |
| Междочасие 6-го часа | 55  | 56  | 69  |
| Междочасие 9-го часа | 112 | 137 | 139 |

## История развития
Исторически междочасия развились на основе так называемого чина 12-ти псалмов, восходят к XI веку.